# فلويد ك. ميلر
فلويد ك. ميلر (بالإنجليزية: Floyd C. Miller)‏ هو سياسي أمريكي، ولد في 11 يناير 1902، وتوفي في 10 ديسمبر 1985.